# خرشنة أمريكية جنوبية
خرشنة أمريكية جنوبية (الاسم العلمي: Sterna hirundinacea) (بالإنجليزية: South American Tern)‏ هو نوع من الطيور يتبع جنس الخرشنة من الفصيلة النورسية.